# 菲尔斯滕费尔德县

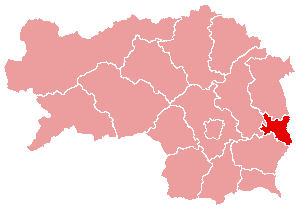
菲尔斯滕费尔德县在施泰爾馬克州的位置

菲尔斯滕费尔德县（德語：Bezirk Fürstenfeld）是奥地利施泰爾馬克州所辖的一个旧县。总面积263.8平方公里，总人口23001，人口密度87人/平方公里（2001年）。行政中心位于菲尔斯滕费尔德。2013年1月1日，菲尔斯滕费尔德县与哈特贝格县合并为哈特贝格-菲尔斯滕费尔德县。

## 行政区域
菲尔斯滕费尔德县曾辖有14个市镇。